# 미국 범죄 뉴스의 인종적 편견

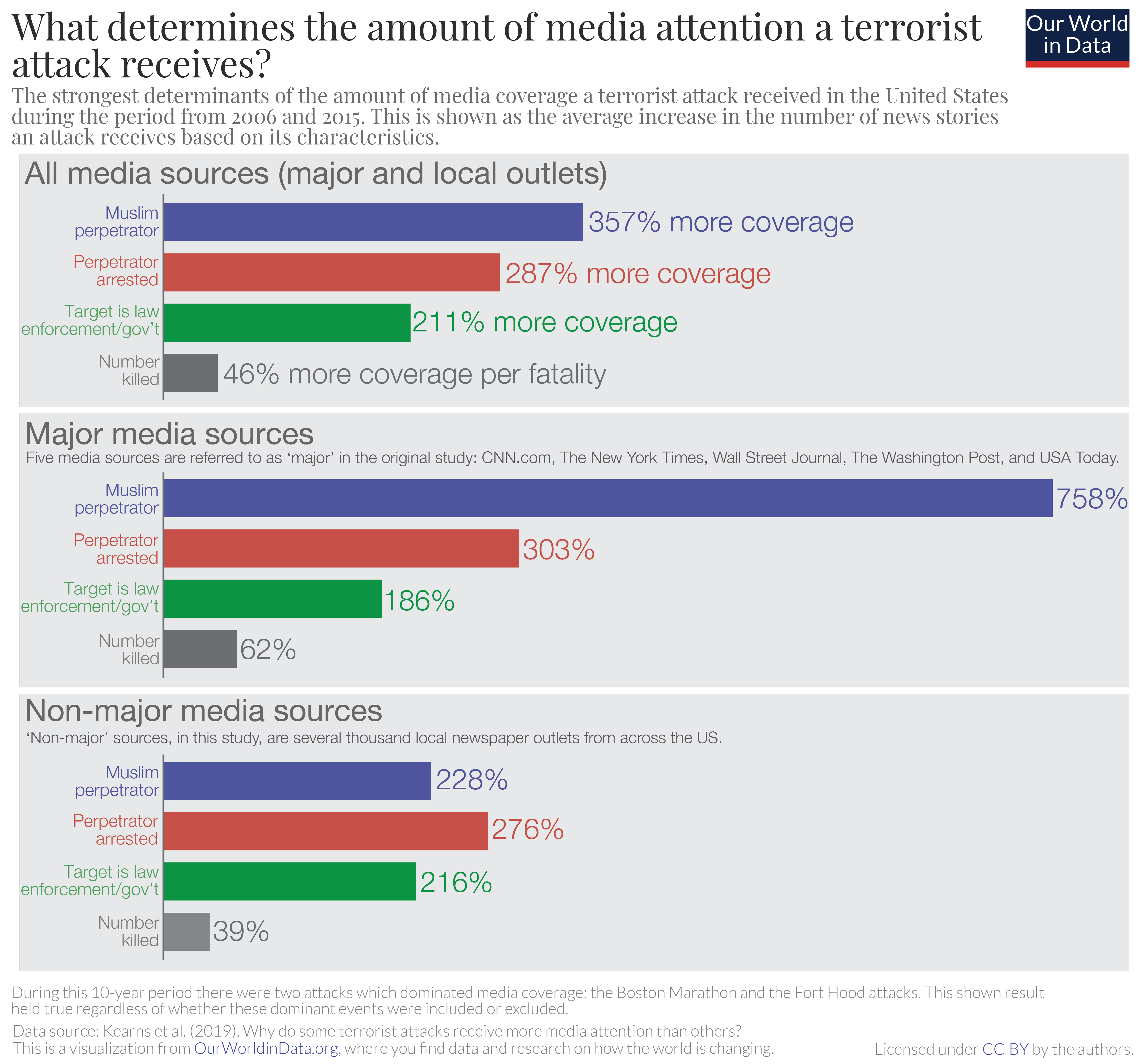
테러 공격이 언론의 관심을 받는 정도는 무엇으로 결정되는가? 가해자가 무슬림인 경우 훨씬 더 많은 언론의 관심을 받고 있다.

인종적 편견은 내재적 편견의 한 형태로, 개인의 이해, 행동 및 결정에 무의식적으로 영향을 미치는 태도 또는 고정관념을 뜻한다. 이러한 편견은 불리한 평가를 포함하며, 종종 개인의 의식이나 의도적인 통제 없이 자발적으로 활성화된다.  이런 편견들은 무의식적으로 깊숙이 내재되어 있는데, 이는 개인이 사회적 또는 정치적으로 옳다고 여기는 것을 위해 의도적으로 감추는 것과는 다르다. 이런 편견들은 쉽게 숨길 수 없는 것들이다.  경찰은 인종에 관계없이 내재적인 편견을 가지고 있다. 미국에서 범죄 뉴스 보도의 인종적 편견은 이러한 편견의 결과다.

## 아프리카계 미국인에 대한 인종적 편견
인종적 편견은 미국에서는 특히 아프리카계 미국인들과 관련하여 보도된 범죄 뉴스에서 나타났으며 유럽 및 백인 미국인 사이에서 아프리카계 미국인에 대한 인식적 불안감이 기록되었다. 역사적으로 아프리카계 미국인에 대한 인종차별은 아프리카계 미국인의 지능, 목표, 정직함 및 기타 고정관념 에 대한 믿음과 격리주의 에 대한 지지 및 공공적인 차별 행위를 지지하는 것들로 이뤄져 왔다.
미국의 인종적 편견에 대한 다나 마스트로(Dana Mastro)의 연구는 백인들 사이에서 지속적인 인종 편견을 보여준다. 이 연구는 아프리카계 미국인을 폭력적이고 공격적이라고 특징짓는다. 이러한 믿음은 소수 인종, 특히 아프리카계 미국인 남성에 대한 백인들의 피해 예상에 대한 과도한 불안으로 인해 나타나는 것으로 알려져 있다. 이론과 경험적 증거 모두 언론의 노출이 이러한 인식의 형성과 지속에 기여한다고 보여주고 있다. 텔레비전 뉴스에서 소수 인종과 소수 민족을 범죄 용의자로 과도하게 묘사하고 동시에 백인은 희생자로 묘사하는 비율이 불균형할 정도로 많은 것이 그 예시이다. 이러한 정보를 더 많이 접 할 수록 백인 시청자들 사이에서는 편견이 발생한다는 것이 증명되었다.
로버트 엔트맨(Robert Entman)은 현대의 언론 환경에서 과거의 고전적인 인종 이미지를 사용하는 것은 사회적으로 바람직하지 않으며 현재의 인종적 고정관념은 더욱 미묘해지고 의식적인 인식 수준 아래에서 강화되고 있다고 말했다. 오늘날의 고정 관념은 과거의 왜곡된 인종적 고정 관념보다는 더 많은 회색 영역이 있기에 인종적 요소를 부인하는 것이 가능하다. "위협하는 흑인 남성"이라는 문구는 인종적 정체성에 대해 공격하는 것이 아니라 부정적인 속성을 나타낼 수 있다.
2억 7,100만 명 이상의 사용자를 보유한 가장 널리 사용되는 소셜 미디어 트위터는 밀리니얼 세대가 신속한 정보를 얻기 위해 선택한 매체 중 하나다. 게시할 때 #michaelbrown과 같은 해시태그를 사용하면 개인도 간단한 방식으로 정보를 찾을 수 있다.
'Race and Punishment' 기사에서 실시된 연구는 현재의 범죄 보도 전략이 범죄의 중요성을 과장하여 범죄를 저지른 사람들에 대한 대중의 인식을 왜곡하고 편향된 반응을 유발한다고 주장한다.
백인을 유색 인종에 의한 범죄의 피해자로 과도하게 묘사함으로써 아프리카계 미국인들에 의한 범죄를 과장하고, 아프리카계 미국인들의 피해를 경시한다. 예를 들어, 미국의 대부분의 살인은 동일 인종 간 범죄이다. 하지만 언론 보도는 종종 아프리카계 미국인 남성 범죄자가 과대 표현되는 세계를 묘사한다.

### 뉴스 속에서 표현되는 아프리카계 미국인 용의자
선고 프로젝트(Sentencing Project)의 연구에 따르면 아프리카계 미국인 범죄 용의자는 백인보다 더 위협적인 맥락에서 제시되었다. 구체적으로, 아프리카계 미국인 용의자는 이름을 밝히지 않는 경우가 더 많았고 경찰의 물리적 구금 상태로 묘사되어 위협적인 것으로 보일 가능성이 더 컸다.
텔레비전 뉴스의 분석 결과, 아프리카계 미국인 남성은 텔레비전에서 백인 남성과 실제 미국 법무부의 체포 보고서에 비해 범죄자로서 과대 표현되고 피해자로서는 과소 표현되는 경향이 계속해서 나타난다. 이러한 뉴스 기사에서 아프리카계 미국인 용의자는 흔히 백인들보다 이름 없이 위협적이며 경찰의 손안에 있는 모습으로 묘사된다 또한 어떤 증거들은 시청자들이 자신들이 보는 뉴스가 미국의 인종과 범죄 현실을 왜곡한다는 것을 알고 있으며, 그 뉴스 채널 관계자들도 자신들의 방송이 시청자들을 두렵게 만든다는 사실을 보여주고 있다.
다나 마스트로(Dana Mastro)는 아프리카계 미국인이 텔레비전 뉴스에서 경찰관보다 범죄자로 묘사될 가능성이 거의 4배 더 높다고 발표했다. 이는 미국 노동부 통계와 일치하지 않는 비율이다. 뉴스에서 범죄자로서의 과대 표현과 함께, 아프리카계 미국인들은 피해자로서 그들과 유사한 인물에 비해 과소 표현되고 있다. 또한, 딕슨(Dixon)과 윌리엄(Williams)의 다른 연구는 이러한 현상이 케이블 뉴스 채널에서도 여전히 나타나는 것으로 결론지어졌다. 그러나 차이점 또한 있다. 트레이본 마틴(Trayvon Martin) 살인과 같은 국가적인 이야기가 뉴스 사이클에서 지속적인 보도를 받을 때, 아프리카계 미국인 살인 피해자가 텔레비전 채널보다는 케이블 네트워크에서 더 자주 나타날 수 있다는 점이다. 따라서, 케이블 방송사가 24시간 프로그래밍을 소유하고 있어 더 많은 방송 시간을 할당할 수 있기 때문이다. 이 특정 연구는 이러한 편견을 연구할 때 "강한 의견을 내세운" 성격의 프로그램과 다른 지역과 연령대에 걸친 더 큰 인구를 포함해야 한다는 결론에 도달했다.
또한 범죄 관련 뉴스 기사의 텍스트도 가해자의 인종에 따라 다른 것으로 나타났다. 예를 들어, 딕슨(Dixon)과 린즈(Linz)의 연구는 범죄 용의자에 대한 편견 정보(예: 사전 체포)가 포함된 진술이 특히 백인 피해자가 관련된 사건에서 백인 피고인보다 아프리카계 미국인과 관련될 가능성이 훨씬 더 높다는 것을 보여준다. 편향된 메시지에 노출되면 그에 연관된 결과가 발생한다. 대중이 범죄 관련 뉴스 기사에서 아프리카계 미국인 남성에 대하여 과장된 표현을 지속적으로 소비하게 되면 "흑인과 범죄"의 인지적 연관성이 강화되어 인종 관련 뉴스에 만성적으로 접근하게 된다. 다음과 같은 평가: 범죄가 흑인들의 문제로 연관되기 때문에 사람들이 보호를 필요로 한다는 이유로 사형제도에 대한 높은 지지가 생겼다. 특히, 미디어 프라이밍에 대한 연구에서 알 수 있듯이 이러한 불리한 특성화에 한 번만 노출되어도 고정관념에 기반한 반응이 나타날 수 있다.
| 모든 범죄에 분야에서 편향적인 시각으로 묘사된 범죄 용의자 | 흑인  | 백인  |
| --------------------------------------------------------- | ----- | ----- |
| 스틸 사진 속 피의자 이름                                  | 48.9% | 65.3% |
| 스틸 사진에 이름이 없는 피고인                            | 51.1% | 34.7% |
| 움직이는 피고인                                           | 52.3% | 66.3% |
| 움직이지 않는 피고인                                      | 47.7% | 33.7% |
| 잘 차려입은 피고인                                        | 45.6% | 69.4% |
| 볼품없는 옷을 입은 피고인                                 | 54.4% | 30.6% |
| 피고인 신체 구금                                          | 37.6% | 17.6% |
| 신체 구금되지 않은 피고인                                 | 62.2% | 82.4% |

### 저널리즘 관행
The Sentencing Project 에서 발표한 보고서는 언론인들이 백인이 피해자이며 흑인이 가해자인 사건에 더 많은 관심을 기울였다는 연구 결과를 인용했다. 이 보고서는 2003년 논문에서 범죄의 독창성이나 전형성보다는 "백인의 인종주의와 흑인 범죄에 대한 백인의 불안"에 기초한 고정관념을 이용해 "대본화될 수 있는지" 여부에 따라 뉴스 가치가 결정된다고 제시했다.
로버트 앤트맨(Robert Entman)은 그의 기사 뉴스 속의 흑인: TV, 현대 인종차별과 문화적 변화(Blacks in the News: Television, Modern Racism and Cultural Change) 에서 텔레비전 뉴스가 흑인에 대한 백인의 시각에 어떤 영향을 미쳤는지 연구했다. 그는 범죄 보도가 흑인을 더 위험하게 묘사한다는 사실을 발견했다. 동시에 흑인 언론인을 고용함으로써 시청자들은 인종 차별이 더 이상 중요하지 않다고 믿게 되었을 수도 있다. 로버트는 이 두 가지 요인이 "현대적" 또는 "상징적 인종차별주의"에 기여했다고 믿었다. 이를 그는 양성 행동 정책, 복지 혜택에 대한 저항, 그리고 흑인들이 "너무 과도하게 앞장서는" 것에 대한 불만과 함께 인종차별이 더 이상 문제가 아니라는 믿음이라고 정의했다.  로버트에 의하면, "현대의 인종차별주의자"인 백인들은 반드시 차별을 지지하거나 흑인이 열등하다고 믿는 것은 아니지만, 일반적으로 흑인들에 대한 "부정적인 영향"과 그들의 정치적 의제에 대한 불만을 느끼는 경향이 있다고 말했다.
| 프로 디펜스 사운드 바이트 수 | 흑인 용의자 | 백인 용의자 |
| ---------------------------- | ----------- | ----------- |
| 없음                         | 88.8%       | 70.6%       |
| 하나                         | 9.0%        | 18.6%       |
| 둘 이상                      | 2.2%        | 10.8%       |
| 화면에서 말하는 경찰의 인종  | 흑인 용의자 | 백인 용의자 |
| 흑인 경찰 공무원             | 32.3%       | 4.0%        |
| 백인 경찰 공무원             | 48.4%       | 94.7%       |
| 흑백 경찰 공무원 모두        | 19.4%       | 1.3%        |

보다 깊이있는 조사를 위해 작은 규모의 연구는 데이터에서 기자들을 분석함으로써 언론의 인종적 편견 경향을 조사했다.
에밀리 드류(Emily Drew)가 2011년에 발표한 'Critical Studies in Media Communication' 저널의 기사는 미국 전역의 28개 주요 신문에서 31명의 기자 인터뷰 데이터를 검토했다.
각 주요 신문은 한 달부터 일 년에 이르기 까지 지속되는 인종 관계를 다루는 기사 시리즈를 한 번씩 게재했다. 다양한 시리즈를 통해 공통적인 주제가 반복해서 나타났는데, 그들은 "인종 간 관계가 악화되고 인종 격차가 증가하는 것처럼 보인다"라는 의문을 제기했다.
인터뷰 중에 기자들은 언론이 "어떤 이야기를 다룰지 선택함으로써" 인종 간 관계에 도움이 되지 않았던 이유에 대해 분석했다. 기자들은 자신들의 편견을 조사하기 시작했다. 그들은 언론에서 편견이 발생하는 주된 이유 중 두 가지를 인식하지 못한 것과 직원들의 구성 또는 거주하는 도시에 다양성이 부족한 것으로 규명되었다는 것을 깨달았다. 인터뷰를 한 기자들은 또한 이러한 편견이 백인 기자들에게서만 나타나는 것이 아니라는 것을 인식했다.
한 기자는 다음과 같이 말했다. "흑인들도 면역력이 없다. 백인 위주의 신문사에서 오랜 기간 동안 집필 활동을 하게 되면, 백인 스타일로 글을 쓰고 생각하게 된다." 이 연구의 짧은 지속 기간 동안, 다양한 노력이 이루어졌는데, 이는 다양한 인종의 사람들을 고용하여 신문사에 참여시키는 프로그램과 기자들이 실제 커버리지 대상인 커뮤니티의 일부가 되는 것을 목표로 했다.

### 아프리카 계 미국인에 대한 언론 매체 및 인종적 편견

#### 폭스 뉴스
미국 미디어 매터스 포 아메리카(MMFA)는 "진보적 연구 및 정보 센터로서 미국 미디어에서의 보수적인 잘못된 정보를 종합적으로 모니터링, 분석 및 정정하는 것을 목표로 한다"고 밝히고 있으며,는 폭스 뉴스를 자주 비판하여 그들의 뉴스 보도에 인종적인 함축을 포함시켰다고 주장한다. 또한 MMFA 기사는 호주 십대의 총격 사건이 폭스 뉴스에 의해 인종적 증오 범죄로 분류되었다고 주장한다. MMFA는 특히 폭스 뉴스의 On The Record With Greta Van Susteren 게스트 팻 뷰캐넌(Pat Buchanan) 이 "인종적 증오 범죄가 백인 커뮤니티보다 흑인 커뮤니티에서 40배 더 많다"고 주장한 사건에 대해 격분했다.
미디어 매터스 포 아메리카(Media Matters for America)는 또한 폭스&프랜즈 의 2015년 3월 12일 판에서 퍼거슨 총격 사건과 관련하여 피터 두시(Peter Doocy)는 퍼거슨 총격 사건과 관련하여 미국 법무부의 인종적 편향 조사 결과를 언급하며 법무부 장관 에릭 홀더(Attorney General Eric Holder)가 퍼거슨 경찰서의 해체 가능성을 제기했다고 강조했다. 동시에 공동 진행자인 스티브 두시(Steve Doocy)는 법무부 보고서와 홀더의 대응을 퍼거슨 경찰관의 사망 사건과 연결시켰다. 홀더(Holder)는 기자 회견에서 경찰이 지역 사회에서 아프리카 계 미국인을 표적으로 삼도록 한 것은 법 집행보다는 수익을 위해라고 말했다. 두시는 총격 사건을 다음과 같이 묘사하며 말했다. "에릭 홀더 법무부 장관이 그 도시의 경찰서를 해체하겠다고 선언한 일주일 후에 새로운 폭력의 파도가 일어나고 있다"며, 이것이 "그가 원하는 것인가"에 대해 의문을 제기했다.

#### ABC 뉴스
ABC News는 언론에 있어서 결점을 보이고 있으며, 제 3자에 의해 그들의 시각이 휘도는 특정한 편향성이 있다고 여겨진다. 뮤미아 아부-자말(Mumia Abu-Jamal)의 경우, ABC News는 특정한 주장을 구성하여 그들의 시청자가 볼 수 있도록 했다. 뮤미아 아부-자말은 1981년 경찰관 살해 혐의로 유죄 판결을 받고 사형을 선고받은 필라델피아의 언론인이자 활동가다. 웨스트필드 주립대학(Westfield State University)의 교수인 톰 가드너(Tom Gardner)는 이 사건을 더 자세히 조사한 끝에 재판에서 재평가가 필요할만한 많은 평가를 발견했다. 미디어 교육 재단(Media Education Foundation)은 이 사건을 받아들이고 가드너와 함께 이 논란이 있는 사건의 이야기를 전달하기로 결정했으며, "생사의 문제에 관련된 언론인들의 책임에 대해 중요한 질문을 제기다."고 말했다.
다큐멘터리 Framing an Execution: The Media & Mumia Abu-Jamal은 ABC 프로그램 20/20 의 샘 도날드슨(Sam Donaldson)이 사건을 다루는 방식을 살펴본다. 많은 학자들은 아부 자말(Abu-Jamal)은 정치범이며 경찰이 흑인 커뮤니티를 다루는 방식에 대한 그의 특정한 견해와 비판 때문에 감옥에 수감되어 있다고 믿고 있다. 이 사건은 사람들이 아부 자말(Abu-Jamal)의 재판이 공정하거나 합법적이지 않다는 주장이 계속되면서 국내외적인 관심을 끌게 되었다. 20/20은 이 사건을 감정적인 이야기로 치부하고 그 중요성을 최소화했다. 샘 도널드슨(Sam Donaldson)은 매린 포크너(Maureen Faulkner)와의 인터뷰를 진행한 바 있다. 그녀는 곤경에 처한 무술녀로서 이미지화 되었으며, 이로써 그녀는 보다 공감대를 형성하는 인물로 연출되었다. ABC News의 특정한 각도와 샘 도널드슨(Sam Donaldson)의 편향된 방향성은 처음부터 나타나고 있었다.  ABC는 아부 자말(Abu-Jamal)과의 인터뷰를 시도할 때 펜실베이니아 주의 감옥 관리 당국에 보낸 편지에서 "현재 매린 포크너와 필라델피아 경찰 브라더널 오브 더 폴리스와 협력 중에 있다"고 명시했다.
프레이밍에는 몇 가지 의미가 있다. 영화 제작자에게 20/20 의 행동을 가장 잘 설명하는 것은 "누군가가 유죄인 것처럼 보이도록 거짓으로 설정하는 것"이다. 재판 절차의 불공평성 때문에 많은 사람들이 아부 자말(Abu-Jamal)이 유죄인지 여부를 아는 것은 불가능하다고 주장했다. 그러나 미디어가 그의 재판을 어떻게 틀어 놓았는지는 다르게 말하고 있다.
마이크 패럴(Mike Farrell)은 "이 재판의 맥락을 이해하기 위해서는 정치적 맥락, 필라델피아의 시대의 분위기, 재판의 전후  기간을 살펴보는 것이 중요하다"고 주장했다. 마이크 패럴(Mike Farrell)과 애드워드 애스너(Ed Asner)가 20/20 에 도널드슨(Donaldson)과 인터뷰를 했을 때, 그들이 유지식한 의견을 표현하기 시작하자마자 방송사는 그들을 "어리석고 무지한 유명인"으로 묘사해야 했다. 도널드슨(Donaldson)은 재판이 불공평하지 않았으며, 오히려 무미아(Mumia)가 재판에 불공평하다고 믿었다. 그는 계속해서 아부 자말(Abu-Jamal)과 그를 옹호하는 사람들을 비난하며, 그들이 종교적 세력과 같은 행동을 취한다고 부정적으로 비난함으로써 계속해서 그들을 억압했다.
토마스 가드너(Thomas Gardner)는 20/20 프로그램이 "그건 처음부터 진정한 저널리즘이 아니었다. 그것은 설득을 연습하는 프로그램에 가까웠으며, 수사학적인 표현을 하자면 사실상 정제되지도 않은 선전포고를 저널리즘으로 위장하고 방영한 것이다."라고 평가했다. 앰네스티 인터내셔널은 "이 사건의 다양한 측면에서 최소한의 국제 기준을 충족하지 못했다"고 밝혔으며 "무미 아부 자말에 대한 새로운 재심을 허용함으로써 정의의 이익을 가장 잘 봉사할 수 있다고 믿는다"고 밝혔다. 활동가이자 학자이자 작가인 안젤라 데이비스(Angela Davis)는 언론이 의도적으로 사람들이 아부자말 사건을 이해하지 못하도록 훼방을 놓았으며, 대중이 아부 자말의 캠페인을 지지하는 않도록 하기 위해 대중을 무지하게 하려 객관적인 정보를 차단했다고 주장한다.

#### 아프리카계 미국인에 대한 검색 엔진 및 인종적 편견
하버드 대학의 라타냐 스위니(Latanya Sweeney)교수는 일반적으로 흑인과 관련된 이름을 포함하는 Google 검색어에서 "중대한 차별"들을 발견했다. 이러한 검색어에서 범죄 활동과 관련된 결과를 얻을 가능성이 더 높았으며, 스위니 교수는 이 연구 사례가 "사회의 인종적 편견"을 폭로할 수 있다고 주장했다.

### 경찰 편견
미 법무부는 미주리주 퍼거슨 경찰서가 흑인에 대해 인종적으로 편향된 행동을 한 것으로 결론 내렸다. 이 결론은 마이클 브라운(Michael Brown) 총격 사건을 조사한 민권 조사 후, 퍼거슨 지역에서 시위와 폭동을 일으킨 경찰에 의한 행동이기도 하다. 법무부는 인종 외의 다른 변수를 배제하고 인종만을 고려한 결과, 경찰이 퍼거슨 지역의 폭력 범죄 문제로부터 시민들을 보호하기 위해 일관되게 흑인들의 헌법적 권리를 위반했다고 밝혔다. 다른 보고서에 따르면 미주리 주 퍼거슨에서 마이클 브라운이 사망한 것으로 인해서 미국 전역에서 시위가 벌어졌다고 보고 있다. 연구자들은 경찰이 과잉 진압을 사용 할지의 결정에 인종이 영향을 미치는지에 대하여 경찰의 사격 제압 사건 사례를 연구해왔다. 이 연구에서 미국 법무부는 흑인 용의자들이 다른 인종에 비해 경찰에 의해 더 자주 사망하는 것으로 판단했다. 도시 인구의 4분의 3이 아프리카계 미국인이지만 경찰서의 경찰들은 거의 전적으로 백인으로 이루어져 있다. 이 도시는 다른 많은 주요 도시와 마찬가지로  지난 1년간 인종적인 공정성을 개선하기 위해 변화를 추진했다.